# Melanchra marginata
Melanchra marginata là một loài bướm đêm trong họ Noctuidae.